# Apogonia philippinica
Apogonia philippinica är en skalbaggsart som beskrevs av Moser 1921. Apogonia philippinica ingår i släktet Apogonia och familjen Melolonthidae. Inga underarter finns listade i Catalogue of Life.